# Irene de Montferrat

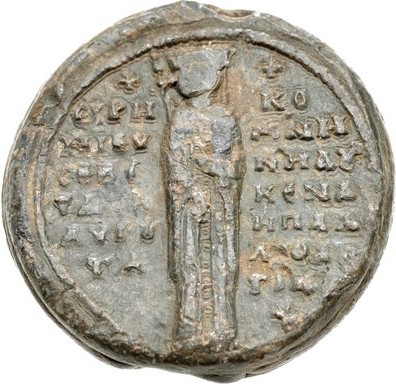
Segell de Violant de Montferrat.

Irene de Montferrat, nascuda el 1274 i morta el 1317 a Constantinoble, nascuda amb el nom de Violant de Montferrat, que va canviar per Irene amb motiu del seu matrimoni, va ser la segona esposa d'Andrònic II Paleòleg, governador de Constantinoble i emperador romà d'Orient. Era l'hereva del Marquesat de Montferrat.
Nascuda a Casale Monferrato, era filla de Guillem VII, marquès de Montferrat i de la seva segona esposa Beatriu de Castella. Els seus avis materns van ser el rei Alfons X de Castella i la seva esposa Violant d'Aragó i d'Hongria. Violant va heretar el nom de la seva àvia.
L'any 1284, Andrònic II, vidu del seu primer matrimoni amb Anna d'Hongria, es casà amb Violant (Irene) que va rebre el títol d'Emperadriu. Irene de Montferrat podia fer valdre els drets de la dinastia de Montferrat sobre el Regne de Tessalònica, per ser descendent d'Isaac II Àngel.
El 1305 a la mort de Joan I de Montferrat, l'últim descendent masculí de la dinastia dels Aleramici, sobirà del marquesat de Montferrat i germà d'Irene, va reclamar la transmissió per als seus fills del dret a heretar el títol de Marquesos de Montferrat.
La parella va tenir quatre fills que van arribar a l'edat adulta:
- Joan Paleòleg (c. 1286-1308), dèspota.
- Teodor I marquès de Montferrat (1291-1338) que va heretar el títol a la mort de Joan I de Montferrat, germà d'Irene.
- Demetri Paleòleg, (mort després del 1343), dèspota, pare d'Irene Paleòloga.
- Simona Paleòleg (1294 després del 1336), que es va casar amb el rei de Sèrbia Esteve Uroš II.

Irene de Montferrat va deixar Constantinoble el 1303 per instal·lar-se a Tessalònica. Va organitzar allà la seva pròpia cort, controlava les seves finances i fins i tot la política exterior fins a la seva mort catorze anys després. L'historiador Nicèfor Gregoràs la retrata com una reina ambiciosa i arrogant.